# NGC 1764
NGC 1764 is een open sterrenhoop in het sterrenbeeld Goudvis. Het hemelobject werd op 2 januari 1837 ontdekt door de Britse astronoom John Herschel.

## Synoniemen
- ESO 56-SC30